# Macbeth (filme de 1948)
Macbeth (bra: Macbeth) é um filme estadunidense de 1948 do gênero drama histórico dirigido, protagonizado e adaptado da peça de William Shakespeare por Orson Welles para a Republic Pictures.

## Elenco
- Orson Welles...Macbeth, um nobre escocês que se torna rei
- Jeanette Nolan...Lady Macbeth, esposa de Macbeth e Rainha da Escócia
- Dan O'Herlihy...Macduff, arquiduque de Fife
- Peggy Webber...Lady Macduff e uma das Três Bruxas
- Christopher Welles...filho de Macduff
- Erskine Sanford...Rei Duncan
- Roddy McDowall...Malcolm, filho do Rei Duncan
- Edgar Barrier...Banquo, cavaleiro escocês amigo de Macbeth
- Jerry Farber...Fleance, filho de Banquo
- Alan Napier...Homem Santo
- Lurene Tuttle...mulher da corte e uma das Três Bruxas
- Brainerd Duffield...Primeiro assassino e uma das três bruxas (é o único ator que se traveste no filme)
- William Alland...segundo assassino

## Sinopse
Macbeth e Banquo voltam a cavalo de uma vitória militar quando se deparam com três misteriosas bruxas no caminho. As estranhas criaturas fazem previsões sobre o futuro da dupla e Macbeth acredita nelas quando a primeira se realiza quase que imediatamente pelo fato do arquiduque de Cawdor ser preso por traição e o ducado ser dado a ele que passa assim a ser o novo arquiduque. Macbeth conta de uma outra previsão, a de que se tornará rei, à Lady Macbeth, e os dois passam a tramar a morte do Rei Duncan. Quando o Rei chega ao castelo de Cawdor para assistir a execução do arquiduque traidor, a esposa de Macbeth prepara uma poção que misturada ao vinho fará os guardas dormirem embriagados. À noite a poção fez efeito e o casal assassina o Rei, colocando a culpa nos servos dele. Macbeth se torna o Rei da Escócia mas é atormentado por outras previsões das bruxas sobre a sua derrota e na tentativa de evitá-las, provoca a loucura dele e da rainha e com isso comete uma série de assassinatos sanguinários.

## Produção
Em 1947, Orson Welles queria filmar um drama de Shakespeare e tentou convencer investidores a financiarem uma adaptação de Otelo. Sem conseguir esse objetivo, ele mudou para Macbeth cuja história definia como "uma mistura perfeita de Wuthering Heights e A Noiva de Frankenstein."
Apoiado pelo produtor Charles K. Feldman, Welles conseguiu convencer Herbert Yates, fundador e presidente da Republic Pictures, a fazer o filme. Yates queria trazer mais prestígio para o estúdio que crescera com os filmes de Roy Rogers e outras produções de baixo orçamento. Tentativas anteriores foram o filme de Gustav Machaty chamado Jealousy (1945) e a de Ben Hecht, Spectre of the Rose (1946). A oportunidade de contar com Welles representava para ele um grande salto artístico.
Apesar da intenção, Yates não ofereceu um grande orçamento para Welles. O diretor concordou em filmar Macbeth em três semanas ao custo de 700 000 dólares. Welles se comprometeria ainda a arcar com custos adicionais de seu próprio bolso.
Welles tinha sido chamado para dirigir um espetáculo em 1936 com o título de Voodoo Macbeth, apresentado em Nova Iorque e que contava com um elenco de atores negros e novamente encenado em 1947 em Salt Lake como parte do Centenário de Utah. Ele aproveitou aspectos dessas produções em sua adaptação.
Macbeth foi a quarta adaptação de Hollywood pós-cinema falado de uma peça de Shakespeare: a United Artists lançara The Taming of the Shrew em 1929, a Warner Brothers fez A Midsummer's Night Dream em 1935 e a Metro-Goldwyn-Mayer produziu Romeu e Julieta em 1936. Nenhuma dessas tentativas alcançou êxito nas bilheterias até que Laurence Olivier com Henrique V (produzido na Grã Bretanha em 1944 mas lançado nos Estados Unidos somente em 1946) obtivesse prestígio e sucesso comercial e isso impulsionara o projeto de Welles.
Welles seria Macbeth e pensou em Vivien Leigh para Lady Macbeth mas desistiu quando ela se casou com Laurence Olivier. Outras atrizes cogitadas foram Tallulah Bankhead, Anne Baxter e Mercedes McCambridge até que Jeanette Nolan, uma atriz de rádio sem experiência no cinema ou teatro, fosse a escolhida.
Welles trouxe o ator irlandês Dan O'Herlihy para o seu primeiro papel nos Estados Unidos e incluiu ao elenco o astro-mirim Roddy McDowall. O filho dele, Christopher, interpretou o filho de Macduff e essa foi a única aparição dele num filme.

## Adaptação
Ao levar Macbeth para o cinema, Welles fez muitas mudanças no texto de Shakespeare. Ele aumentou a participação das Três Bruxas na história e elas carregam um boneco de barro de Macbeth, usado para simbolizar a ascensão e ruína dele. A frase final também é falada por elas:  "Peace, the charm's wound up" (no texto original essa frase está no primeiro ato, durante o primeiro encontro das bruxas com Macbeth).
A maior mudança foi a introdução por Welles de um novo personagem, o Homem Santo. Ele recita a oração de São Miguel. Welles mais tarde explicou a presença dele como (tradução aproximada) "...o ponto principal que era o confronto entre a antiga e a nova religião. Eu via as bruxas como representativas da religião pagã dos druidas, suprimida pelo cristianismo".
Há também a sugestão de que Lady Macbeth esfaqueara o Rei Duncan antes do ataque de Macbeth e ele depois testemunha a cena de sonambulismo e loucura da mulher (na peça, Macbeth não está presente).

## Produção
Os cenários do filme eram os usados para os faroeste da Republic Studios. Quanto aos figurinos, foram alugados de uma empresa chamada Western Costume e Welles foi pobremente vestido. Numa entrevista com o biógrafo/cineasta Peter Bogdanovich, Welles afirma (tradução aproximada): "Eu deveria ter devolvido as roupas pois fiquei parecido com a Estátua da Liberdade. Mas não tinha mais nada nos estoques da Western que caberiam em mim, daí eu vesti aquelas roupas mesmo."
Welles contou a Bogdanovic que a cena mais marcante foi causada pela fome. "Nossa melhor cena de multidão foi das forças de Macduff atacando o castelo". "... o que aconteceu na verdade, foi que houve a chamada para o almoço e todos os figurantes sairam correndo para comer."
Welles filmou Macbeth em 23 dias, com apenas um dia para retoques.

## Distribuição
A Republic inicialmente planejou lançar Macbeth em dezembro de 1947, mas Welles não o tinha finalizado nessa data. O estúdio inscreveu o filme no Festival de Veneza de 1948 mas o retirou abruptamente quando surgiram comparações desfavoráveis com o filme de Laurence Olivier Hamlet, que também competia.
No circuito de cinemas americanos, a Republic testou a repercussão em algumas poucas cidades. A crítica reclamou da opção de Welles de fazer o elenco pronunciar um sotaque escocês e de ter compactado o texto em apenas 107 minutos.
Após as exibições iniciais, a Republic cortou o filme e regravou a fala dos atores, usando as vozes nativas. Essa nova versão foi exibida em 1950 e permaneceu em circulação até 1980, quando as falas originais foram restauradas pela UCLA Film and Television Archive e Folger Shakespeare Library.